# ブルームバーグ・タワー
ブルームバーグ・タワー（英語: Bloomberg Tower）は、ニューヨーク市、ミッドタウンのイースト・サイドにある、1,400,000 sq ft (130,000 m2)のガラス張り超高層ビルである。タワーには、ブルームバーグ、小売店、レストラン及び105高級コンドミニアムの本部が入る。住宅はワン・ビーコン・コートとしても知られており、専用の入り口が利用される。タワーはニューヨーク市で15番目に高く、アメリカ合衆国では46番目に高い。55階建てで、高さ806 ft (246 m)。
以前アレクサンダーズ・デパートが建っていたレキシントン街731号に位置し、同じブロックを占めている。2004年に開業した。

## 建築と設計
空となったアレクサンダーズ・デパートが取り壊された3年後、2001年にブルームバーグ・タワーの建設が始まった。建物は、ボルネード不動産トラストによって開発され、シーザー・ペリによってデザインされた。
建物はレキシントン街と3番街、58丁目と59丁目の間のブロックが全て使われている。タワーは、7階のアトリウムによって、上のスチール・オフィスと小売業に分けられ、複雑な2種類の構成をしている。58丁目と59丁目を結ぶワン・ビーコン・コートの中庭を設計は、グランド・セントラル駅、ニューヨーク公共図書館の閲覧室、ロックフェラー・センターのスケートリンクなど、他のニューヨークの建物に影響を受けている。ガラス壁面は、上へ上がるにつれてわずかに内側に傾いており、庭の周囲で曲がっている。

## テナント
ワン・ビーコン・コートはもともと住宅として考えられていたが、1つのスペースとして営業を統合したいと考えるブルームバーグは、タワーの700,000 sq ft (65,000 m2)のオフィスを賃貸するボルネード不動産トラストと契約を執り行った。取引の一部として、ブルームバーグは会社の要望に適するように、4,000人の従業員のデスクや中庭を結ぶアトリウムなどを含んだ場所をデザインすることができる。ポール・ゴールドベルガーは2007年8月6日、雑誌「ニューヨーカー」で、「エレクトロニクス時代に本当に設計されたニュースルーム...圧倒される職場の環境は、洗練されているが平凡なビルではない」とオフィスを賛美した。2011年までに、ブルームバーグは他に200,000 sq ft (19,000 m2)を731 レキシントン街のオフィスに加え、さらに120 パーク・アベニューで構築されるフィリップ・モーリス・ビルで400,000 sq ft (37,000 m2)広げる計画を明らかにした。
ザ・ホーム・デポの全国チェーンやH&M、ザ・コンテナ・ストアなど主要な小売業のテナントは、この地区に店舗をオープンさせている。タワーにはさらに、2006年にニューヨーク・パレス・ホテルから移転したシリオ・マッシオニのレ・シルクもある。